# Catherine Eddowes

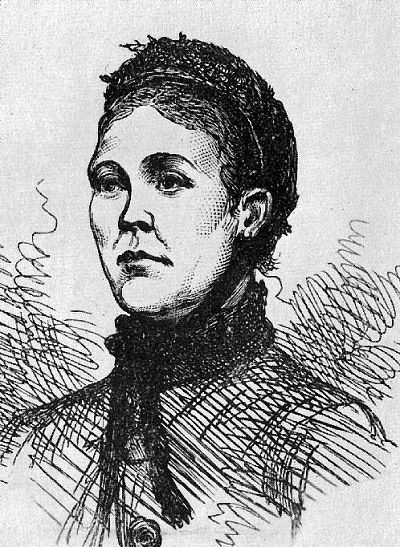
Catherine Eddowes, Porträt-Zeichnung in der Wochenzeitung Penny Illustrated Paper vom 13. Oktober 1888

Catherine „Kate“ Eddowes (* 14. April 1842 in Graisley Green, Wolverhampton; † 30. September 1888 in der City of London, London) gilt als das vierte Opfer  der kanonischen Fünf Morde des Serienmörders Jack the Ripper (deutsch Jack der (Auf)schlitzer), der im späten Sommer und Herbst 1888 mehrere Prostituierte im Elendsviertel Whitechapel in London tötete und verstümmelte.

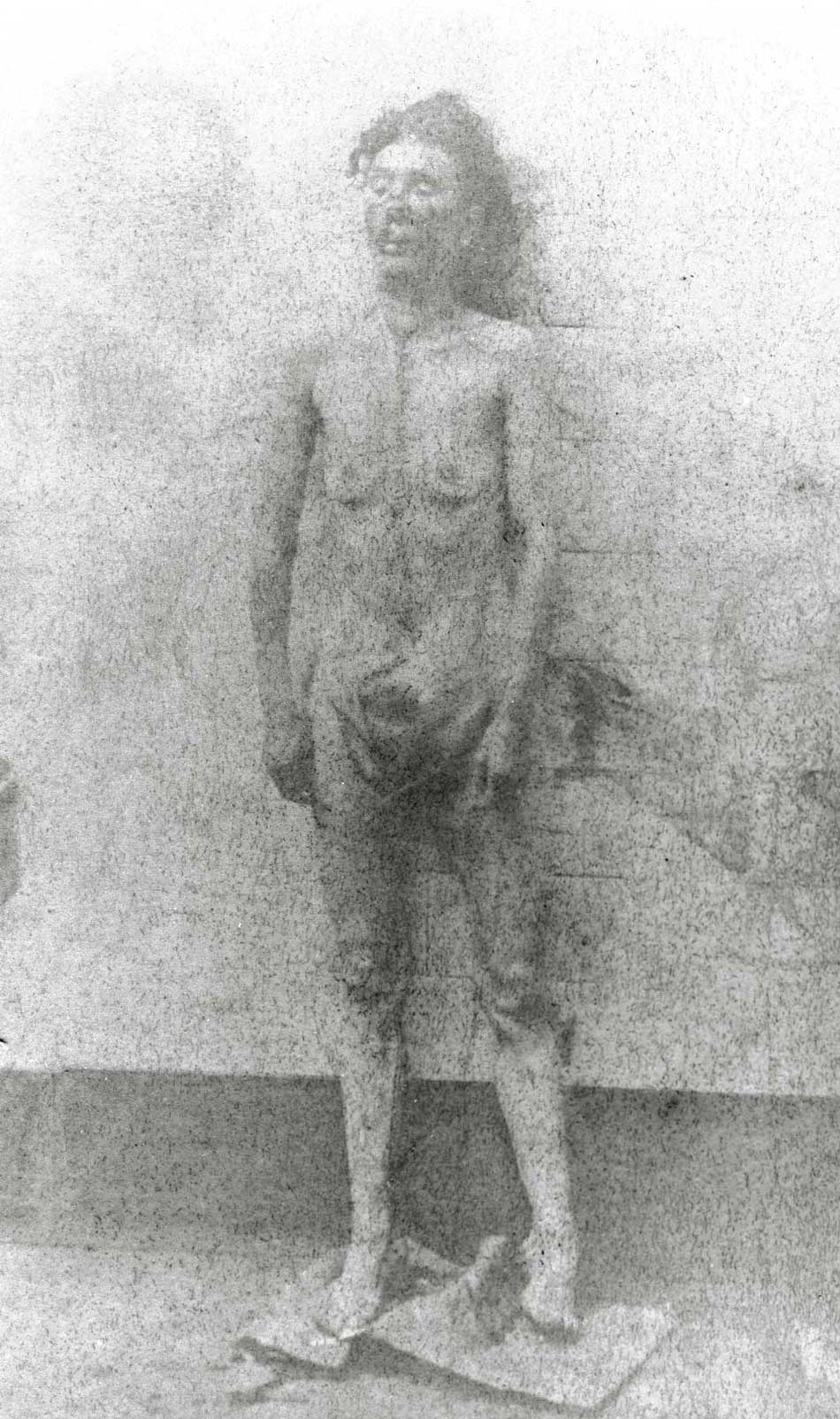
Da es damals nicht möglich war, von oben auf den Tisch herabzufotografieren, hatte man die Toten mit einem Haken an die Wand gehängt, um ein Ganzkörperfoto machen zu können.

## Früheres Leben
Catherine Eddowes war die Tochter des Weißblech-Arbeiters George Eddowes und seiner Frau, die ebenfalls Catherine hieß. Sie wurde am 14. April 1842 in Wolverhampton geboren. Kurz nach ihrer Geburt zog die Familie nach London. Catherine Eddowes Mutter brachte wahrscheinlich zwölf Kinder zur Welt. Die große Familie fiel später in Armut und erlebte mehrere Schicksalsschläge. Zwei jüngere Kinder starben in der frühen Kindheit. Catherine Eddowes Mutter starb am 17. November 1855 an Tuberkulose. Ihr Vater starb zwei Jahre später. Bis dahin hatten zwei ältere Schwestern eine Anstellung als Hausbedienstete, eine andere war verheiratet. Einige der jüngeren Kinder wurden zum Arbeitshaus von Bermondsey und zur Gewerbeschule geschickt. Ihre Schwester Emma schickte Catherine Eddowes in ihren Jugendjahren zurück nach Wolverhampton, um dort bei einer Tante zu leben. Catherine Eddowes war dort jedoch ruhelos und floh nach Birmingham, um dort bei einem Onkel, einem Schuhmacher, für einige Zeit zu leben.

## Familie und Kinder
In den nächsten Jahren traf Catherine Eddowes in Birmingham Thomas Conway. Die beiden wurden ein Paar und lebten zusammen, waren jedoch nicht verheiratet. Etwa 1865 kamen ihre Tochter Annie und zwei jüngere Söhne zur Welt. 1881 kehrten Eddowes und ihr Partner nach London zurück und trennten sich kurze Zeit später, nachdem sie annähernd zwanzig Jahre zusammengelebt hatten. Eine von Catherine Eddowes Schwestern machte Thomas Conway für das Scheitern der Beziehung verantwortlich, da er trank und Catherine Eddowes regelmäßig schlug. Sie selbst war allerdings ebenfalls eine Trinkerin geworden.

## Das Leben in Whitechapel
Im selben Jahr traf Catherine Eddowes John Kelly in einer Herberge in Whitechapel. Er war ihr Lebensgefährte in den letzten sieben Jahren ihres Lebens. Von Zeugen wurde berichtet, dass das Paar eine gute freundschaftliche Beziehung führte, obwohl Catherine Eddowes weiterhin trank. John Kelly verdingte sich als Gelegenheitsarbeiter und Catherine Eddowes fand Arbeit als Reinigungskraft oder verkaufte billigen Schmuck auf der Straße. Freunde gaben an, dass Catherine Eddowes nie eine Prostituierte war. Doch den viktorianischen Vorstellungen zufolge kam eine verarmte Frau, die ohne ihren Ehemann lebte, spätabends unterwegs war und gelegentlich auf der Straße schlief, weil sie sich keine Unterkunft leisten konnte, einer Prostituierten gleich. Deswegen ordneten Polizei und Presse Eddowes – wie alle Opfer von Jack the Ripper – als solche ein.
Am Donnerstag, dem 27. September 1888 kehrte sie mit John Kelly zu Fuß von der Hopfenernte aus Kent nach London zurück. Dennoch kamen sie nahezu mittellos wieder in London an. Nachdem sie einige verbliebene Gegenstände für Essen verpfändeten, entschloss sich John Kelly am Samstag, dem 29. September 1888 nach einer Gelegenheitsarbeit Ausschau zu halten. Es wurde berichtet, dass Catherine Eddowes gesagt haben soll, sie würde ihre verheiratete Tochter Annie besuchen gehen. Annie war jedoch zuvor weggezogen und man glaubt, dass Catherine Eddowes zu diesem Zeitpunkt davon wusste. Es ist nicht bekannt, ob sie den Familienbesuch vorgab, um ihre Absicht, als Prostituierte Geld zu verdienen, zu verdecken oder ob sie dafür andere Gründe hatte. Nachdem sie sich um 14:00 Uhr von John Kelly verabschiedete, erlangte sie zumindest in den darauffolgenden Stunden genug Geld, um sich zu betrinken.
Sie wurde gegen 20:30 Uhr gefunden, als sie, unfähig zu stehen, auf der Straße lag. Daraufhin wurde sie durch die Londoner Polizei in Gewahrsam genommen und in eine Zelle gesteckt, bis sie ausgenüchtert kurz vor 1 Uhr morgens entlassen wurde. Es ist anzunehmen, dass einige Männer, die einen Klub nahe dem Mitre Square verließen, sie gegen 1:30 Uhr als Letzte lebend sahen. Catherine Eddowes unterhielt sich mit einem Mann, der vermutlich ihr Mörder wurde.

## Die Entdeckung des Leichnams
Catherine Eddowes Leichnam wurde um 01:44 Uhr am frühen Morgen des 30. September 1888 in einer dunklen Ecke von Mitre Square gefunden. Sie war das einzige Opfer, das in der City of London getötet wurde, auch wenn der Ort nahe an der Grenze zu Whitechapel lag. Die Tötung von Catherine Eddowes war sehr typisch für die Morde des Frauenmörders und ähnlich dem Mord an Annie Chapman drei Wochen zuvor.
Bei Catherine Eddowes war die Kehle durchschnitten, ihr Unterleib geöffnet und vollständig ausgeweidet. Die Eingeweide wurden über ihre rechte Schulter geworfen und ihr Gesicht verstümmelt. Der Mörder hatte die halbe Gebärmutter und die linke Niere mitgenommen.
Der Polizist, der ihren Leichnam fand, hatte bei seinem Rundgang an dieser Stelle 12 bis 14 Minuten zuvor nichts gesehen. Er sah und hörte auch niemanden in diesem Bereich, als er den Leichnam entdeckte. Catherine Eddowes Mörder floh vermutlich nach Whitechapel, wo später ein abgerissenes Stück von ihrer Schürze in einem Eingangsbereich in der Goulston Street gefunden wurde (siehe Goulston-Street-Graffito).
Catherine Eddowes wurde in der Nacht des „Doppelereignisses“ (Double Event) getötet, in der auch der Mord an Elizabeth Stride weniger als eine Stunde zuvor geschah.